# Salon de la photo de Paris

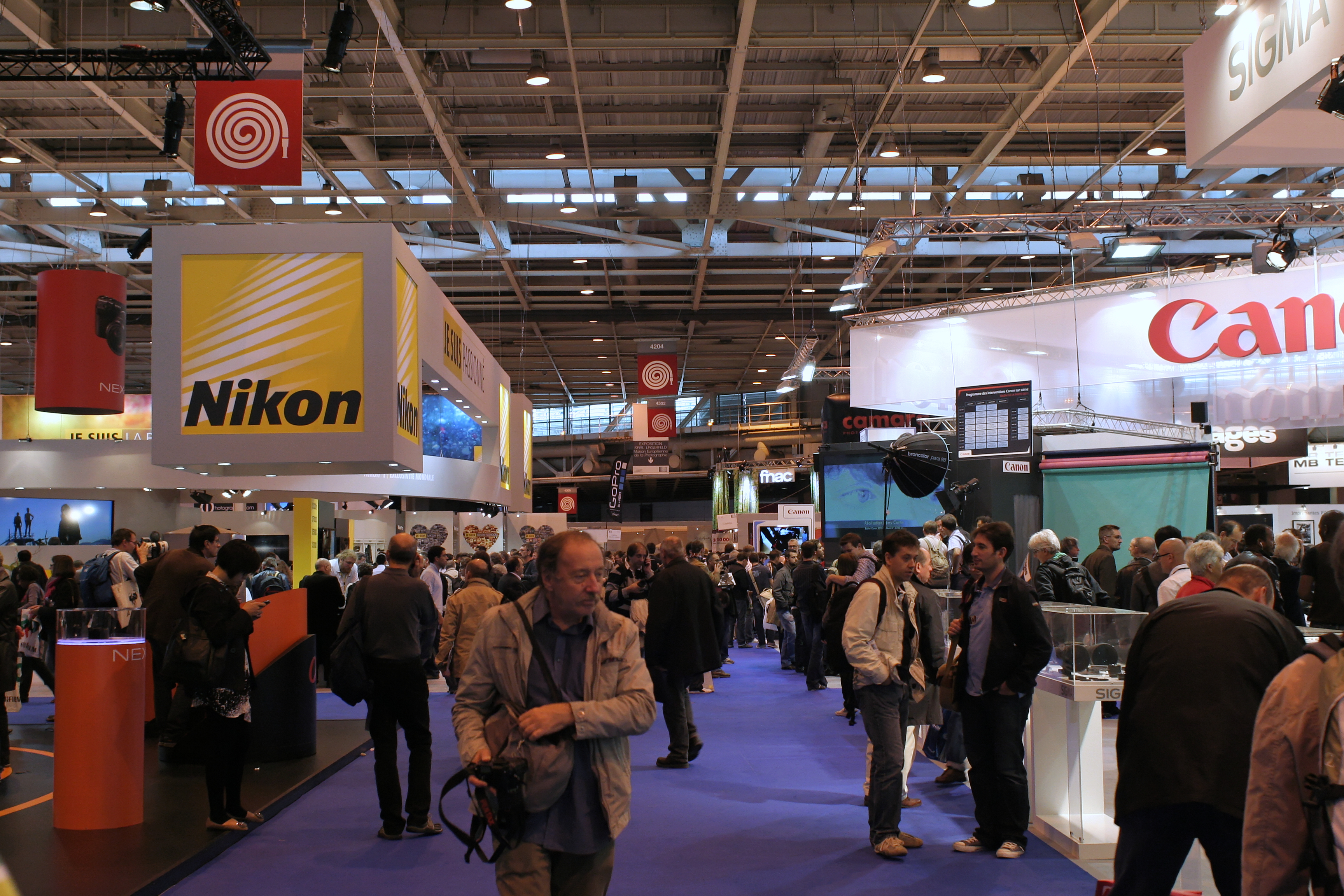
Výstava 2011

Salon de la photo je výstava věnovaná fotografii, která se koná každý rok v říjnu nebo v listopadu v Paříži na výstavišti Porte de Versailles.

## Účast
| Rok  | Profesionálové | Tisk | Spotřebitelé | Celkem |
| ---- | -------------- | ---- | ------------ | ------ |
| 2007 | 3710           | 309  | 44360        | 48379  |
| 2008 | 6517           | 372  | 46410        | 53299  |
| 2009 | 10757          | 286  | 40717        | 71760  |
| 2010 | 10827          | 502  | 65602        | 76932  |
| 2011 |                |      |              | 71 805 |
| 2012 |                |      |              | 80 612 |
| 2013 |                |      |              | 85 526 |
| 2014 |                |      |              | 76 342 |
| 2015 |                |      |              |        |
| 2016 |                |      |              | 70 513 |
| 2017 |                |      |              | 67 059 |
| 2018 |                |      |              | 60 885 |

## Galerie

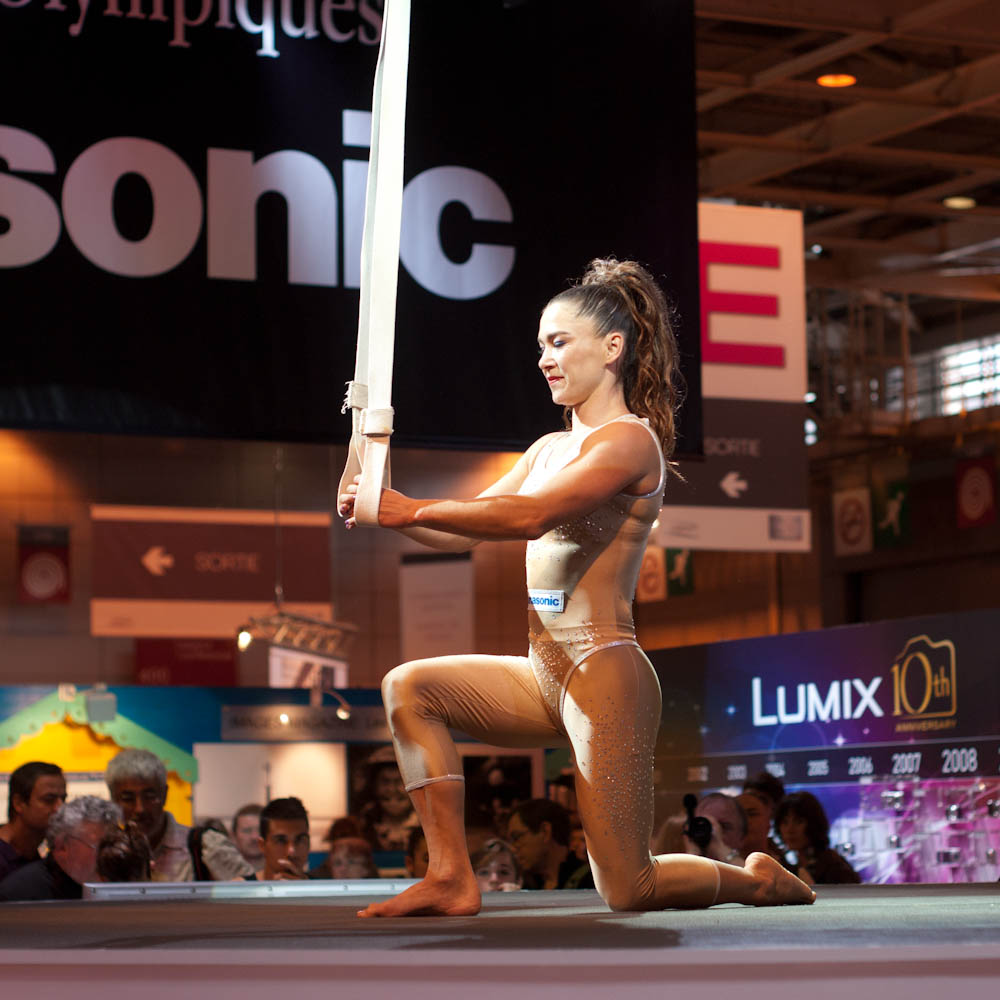
Stánek Lumix, 2011
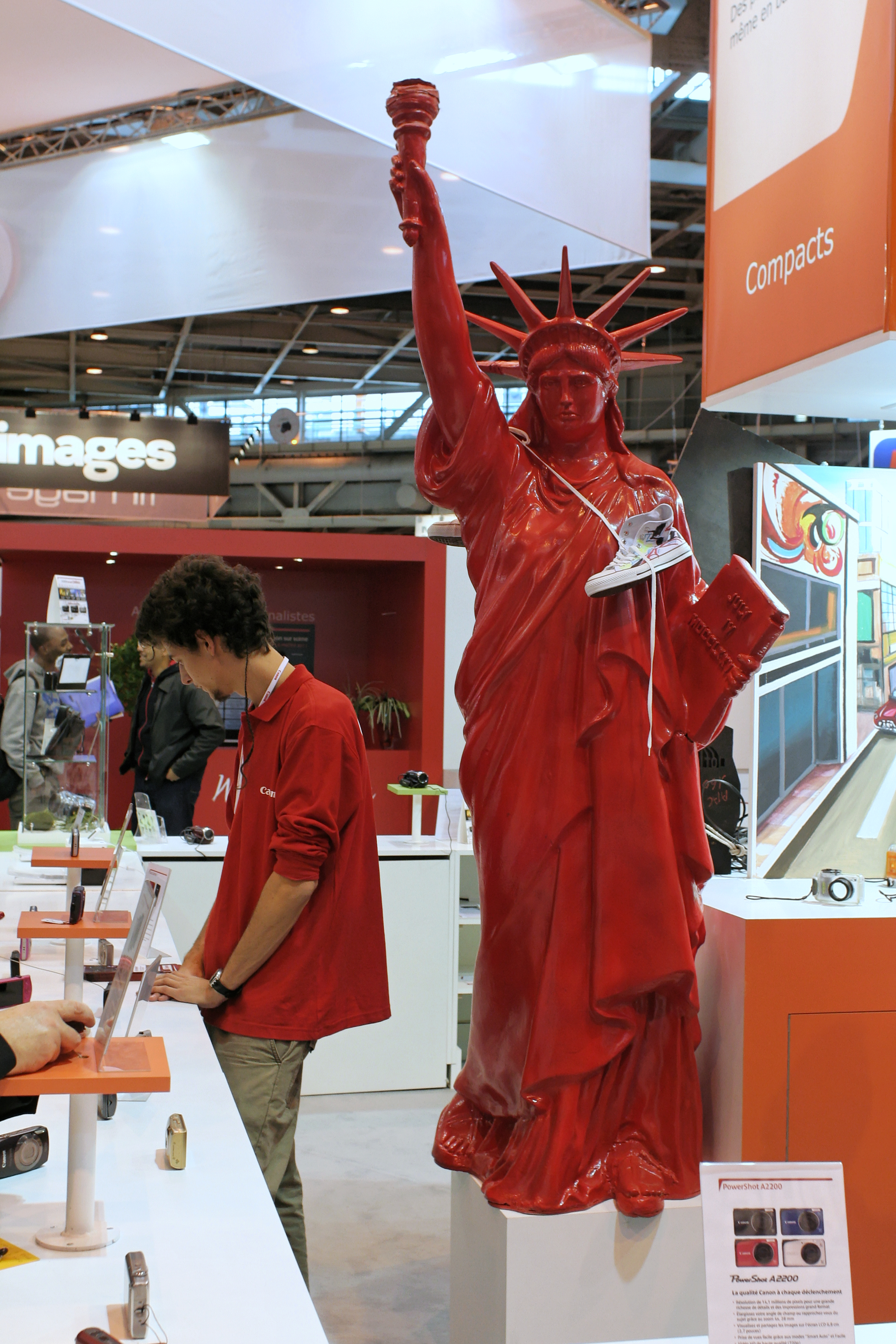
Stánek Canon, 2011
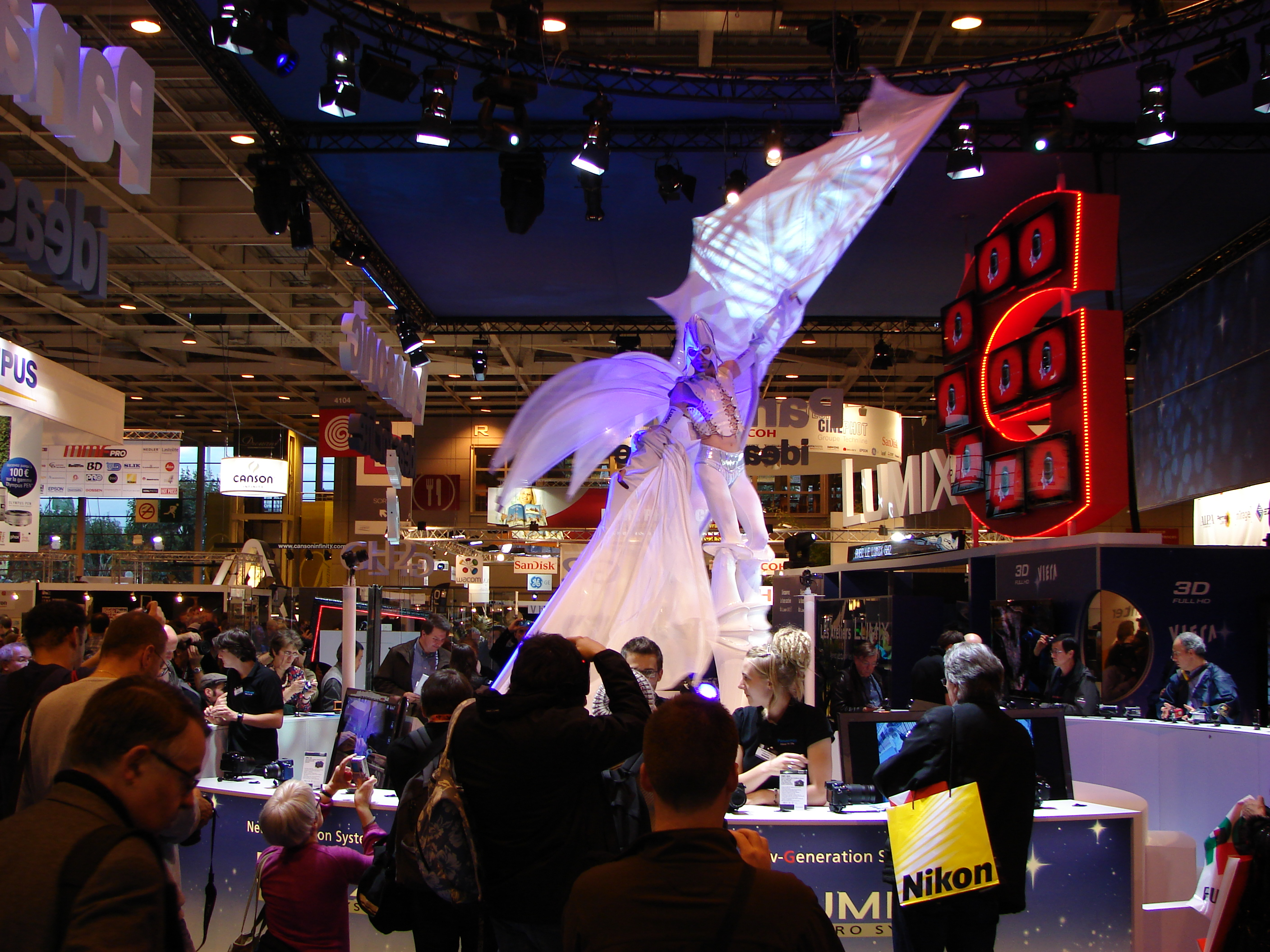
Expozice v roce 2010
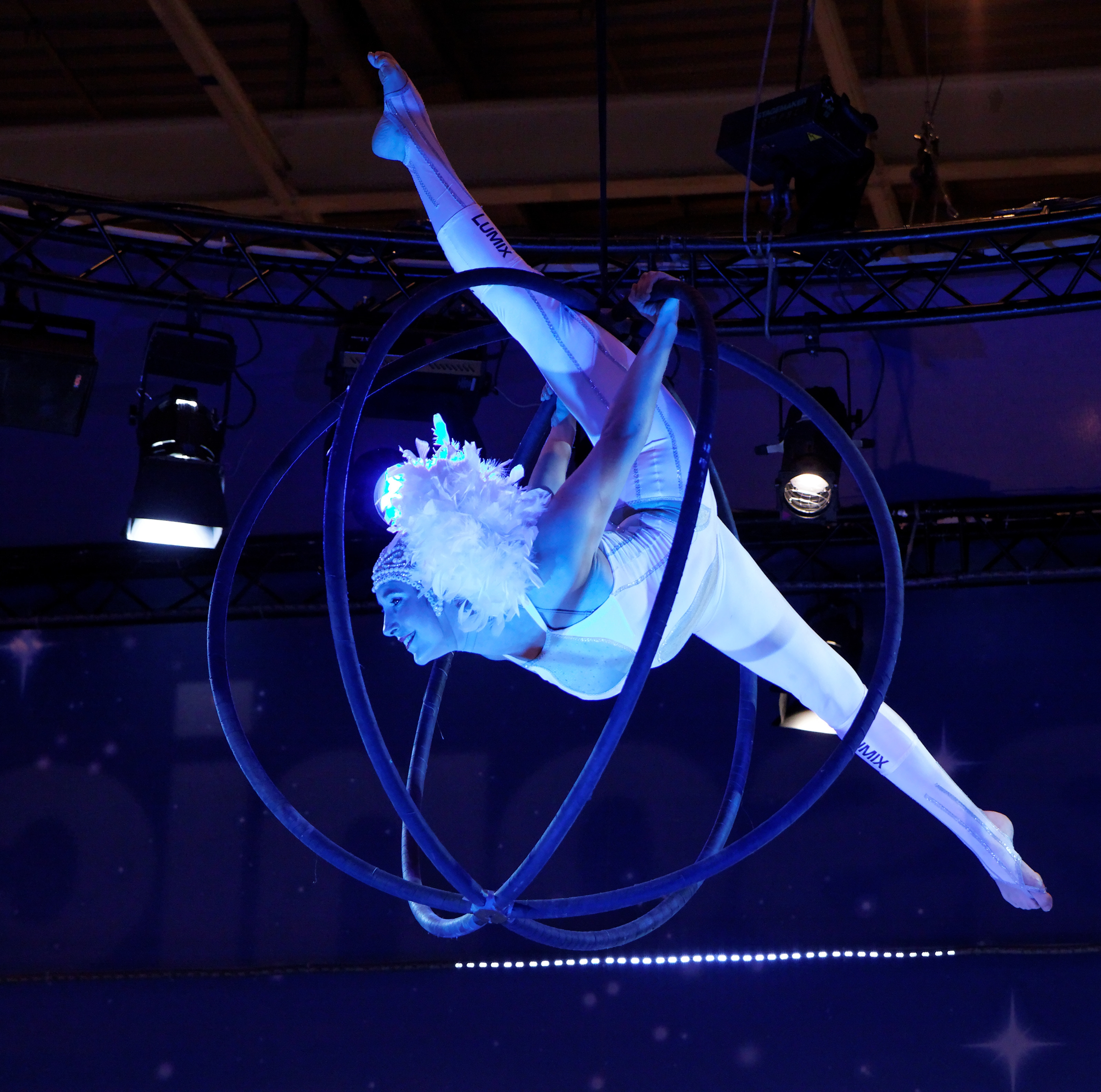
Stánek Panasonic, 2010
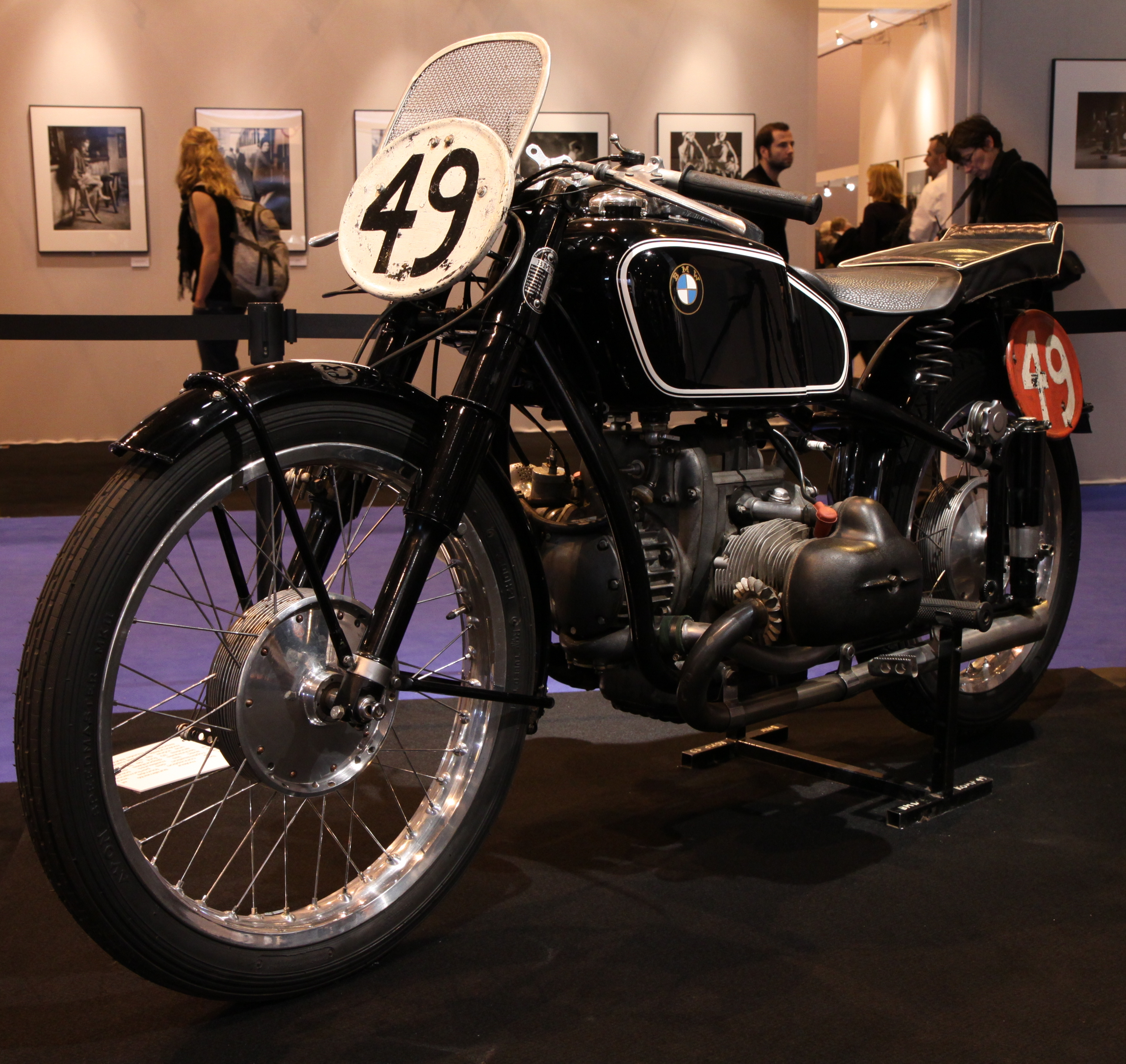
Momentka BMW RS 500 TT - 1939 s fotografickou výstavou v pozadí, 2010
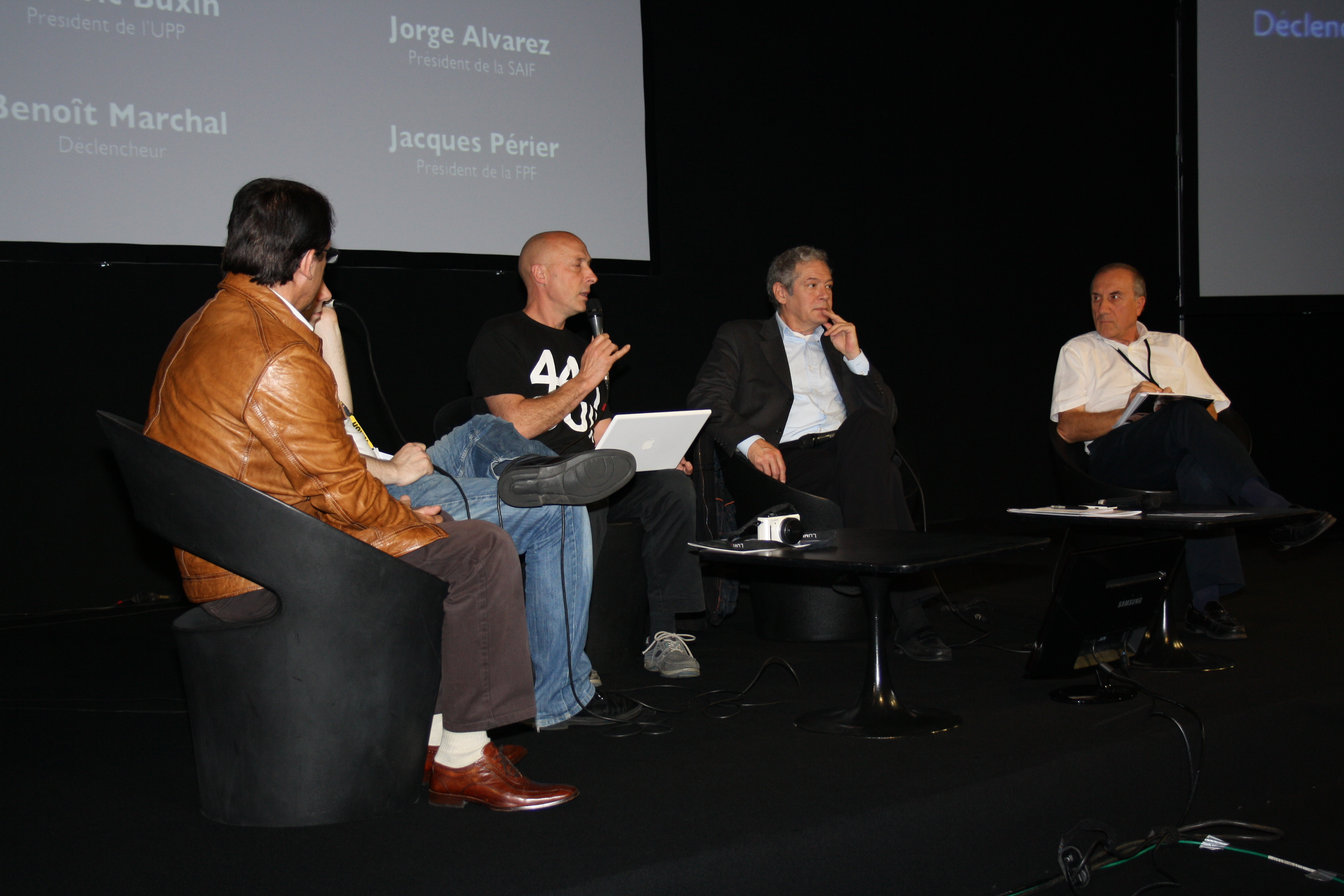
Konference